# Саратовская учёная архивная комиссия
Саратовская учёная архивная комиссия — одна из 39 губернских учёных архивных комиссий (ГУАК), существовавших в дореволюционной России, которые были созданы Положением Комитета министров «Об учреждении учёных архивных комиссий и исторических архивов», утверждённом 13 апреля 1884 года императором Александром III.

## История
Комиссия начала фактически создаваться в середине 1880-х годов как местное «историко-археологическое общество» на основании устава, написанного А. И. Шахматовым. Однако, в конечном итоге было решено открыть в Саратове архивную комиссию.
Саратовская учёная архивная комиссия была открыта 12 (24) декабря 1886 года. В этот день на квартире у саратовского губернатора Алексея Алексеевича Зубова собрались её учредители: саратовский вице-губернатор Адольф Андреевич Тилло, председатель окружного суда Николай Иванович Непорожнев, начальник саратовской Мариинской женской гимназии Авдий Иванович Соколов, действительный статский советник Александр Иванович Шахматов, мировой судья Александр Николаевич Минх, председатель съезда мировых судей Николай Николаевич Минх, землевладелец Михаил Викторович Готовицкий и секретарь саратовского статистического комитета Николай Степанович Соколов. Членами-учредителями комиссии стали: A. Н. Минх, князь Ф. С. Голицын, Ф. Ф. Чекалин, A. А. Тилло, Н. И. Непорожнев, А. И. Соколов, А. И. Шахматов, В. В. Безобразов, М. С. Кропотов, Н. Н. Минх, М. В. Готовицкий и Н. С. Соколов. Большинством голосов председателем комиссии был избран А. А. Тилло, а правителем дел — Н. С. Соколов. Благодаря энергии и настойчивости А. А. Зубова, все земства и города губернии выделили на поддержку деятельности комиссии в первый год её существования 1650 рублей — факт единственный во всей России. Первые три-четыре года она существовала относительно благополучно на такие средства — без всякой правительственной субсидии, но «затем очутилась в печальном положении: у ней долго не было почти никаких средств, но было достаточно долгов, за которые однажды её обстановка была описана „судебным приставом“». В 1911 году почётный член комиссии и её первый председатель А. А. Тилло подарил комиссии «свой дом со всею обстановкой, усадьбой, службами и флигелем на дворе» и 20 тысяч рублей капитала, с процента с которого финансировалась деятельность комиссии.
После А. А. Тилло председателями комиссии были: князь Л. Л. Голицын (1889—1900), Н. Н. Львов (1901—1902), Д. А. Олсуфьев (1902—1905), В. П. Соколов (1905—1909), Н. Н. Минх (1909—1915); В. А. Павлов (1915—1917).
Научно-издательская деятельность комиссии началась с напечатанных в виде приложений к Протоколам комиссии работ: «О значении названия Саратов» (М. Б. Готовицкого); «Древние обитатели Саратовской губернии» и «Находки древних монет в пределах Кузнецкого и Петровского уездов» (Ф. Ф. Чекалина), «Первая попытка к составлению описания Саратовскаго края» (Н. С. Соколова). С начала деятельности комиссии существовал историко-археологический музей (ныне — Саратовский областной музей краеведения).
Летом 1901 года всё имущество Комиссии — архив, музей и библиотека — было собрано в одно место: при городской публичной библиотеке в городском здании. Первое заседание комиссии в новом помещении состоялось 24 октября 1901 года при новом составе главных должностных лиц: председателе Н. Н. Львове, правителе Я. П. Мошинском и его товарище С. А. Щеглове, избранных на эти должности на общем собрании 27 апреля того же 1901 года, вместо князя Л. Л. Голицына и A. А. Прозоровского.
«В 1904 году Комиссия открыла свой музей, по воскресеньям, для бесплатнаго обозрения публики, причем хранитель музея или дежурный член давал интересующимся необходимые объяснения. В первое время число посетителей было не велико, человек 5-6 в приемный день, но уже в следующем году оно стало заметно возрастать и теперь достигло 80 человек в день, преимущественно учащихся, для которых музей служит полезным пособием при прохождении курса всеобщей и русской истории. По годам число посещений музея выразилось в следующих цифрах: в 1904 г. — 262, в 1905 г. — 595, 1906 г. — 642, 1907 г. — 828 и с 1 янв. по 9 июня 1908 г. — 641. <…> Многие учащиеся приносят в дар (Комиссии) старинные вещи и монеты».
В 1908 году был издан XXIV выпуск «Трудов Саратовской учёной архивной комиссии», в котором, между прочим, было указано следующее: «Саратовская Ученая Архивная Комиссия является единственным в нашем крае учреждением, которому вверены заботы по розысканию, охране и описанию памятников старины. За двадцать лет своего существования Комиссия издала 23 выпуска своих „Трудов“, разобрала десятки тысяч дел и документов, предназначенных к уничтожению, организовала ценную библиотеку из 8000 томов и создала историко-археологический музей, состоящий из 4280 предметов: остатков допотопных животных, окаменелостей, изделий каменного и бронзового века, татарской эпохи, времени заселения края русскими колонистами». К 1917 году было выпущено 25 сборников «Трудов» и 18 отдельных изданий (кроме этого было напечатано 7 томов «Протоколов»).
В 1912 году в комиссии состояло около 200 действительных и 11 почётных членов.
В 1919 году Саратовская учёная архивная комиссия была преобразована в «Общество истории, археологии и этнографии при Саратовском университете».
Несомненной заслугой Саратовской учёной архивной комиссии стало то, что она научно обосновала дату основания Саратова — 1590 год: А. Н. Минх собрал и опубликовал материалы по истории заселения Саратовского края, а Ф. Ф. Чекалин представил картографические данные, а А. А. Гераклитов обнародовал столбцы из исторического архива комиссии за конец XVII века.